# 吉尔斯豪森
吉尔斯豪森是德国莱茵兰-普法尔茨州的一个市镇。总面积2.11平方公里，总人口97人，其中男性47人，女性50人（2011年12月31日），人口密度46人/平方公里。